# Stolnica v Brasilii
Stolnica v Brasílii (portugalsko Catedral Metropolitana de Brasília, 'Metropolitanska stolnica v Brasílii') je rimskokatoliška stolnica, ki služi mestu Brasília v Braziliji in služi kot sedež nadškofije Brasília. Zasnoval ga je brazilski arhitekt Oscar Niemeyer, projektiral pa brazilski gradbeni inženir Joaquim Cardozo; dokončana in posvečena je bila 31. maja 1970.

## Opis
Stolnica je hiperboloidna struktura, zgrajena iz 16 betonskih stebrov, od katerih vsak tehta 90 ton.
Na kvadratnem dostopu do stolnice so štiri 2,5 metra visoke bronaste skulpture, ki predstavljajo štiri evangeliste, ki sta jih ustvarila kiparja Alfredo Ceschiatti in Dante Croce leta 1968. Prav tako zunaj stolnice, na desni strani, ko so obiskovalci obrnjeni proti vhodu, stoji 20 metrov visok zvonik s štirimi velikimi zvonovi, ki so jih darovali španski prebivalci Brazilije in so jih ulili v Miranda de Ebro. Na vhodu v stolnico je steber z odlomki iz življenja Marije, Jezusove matere, ki jih je naslikal Atos.
12 metrov širok, 40 centimetrov globok odsevni bazen obdaja streho stolnice in pomaga hladiti stavbo. Obiskovalci gredo pod tem bazenom, ko vstopijo v stolnico.
Stolnica lahko sprejme do 4000 ljudi.
Ovalna krstilnica je levo od vhoda in vanjo lahko vstopite iz stolnice ali po spiralnem stopnišču z vhodnega trga. Stene krstilnice so prekrite s keramičnimi ploščicami, ki jih je leta 1977 poslikal Athos Bulcão. Leta 2007 so poleg stolnice dokončali pisarne za nadškofijo Brasília. 3000 kvadratnih metrov velika stavba je povezana neposredno s podzemljem stolnice.
Obiskovalci vstopijo v stolnico skozi tunel in pridejo v svetel prostor s stekleno streho. Zunanja streha stolnice je sestavljena iz 16 kosov steklenih vlaken, vsak 10 metrov širok na dnu in 30 metrov dolg, vstavljen med betonske stebre. Pod tem visi 2000 kvadratnih metrov velik vitraj, ki ga je leta 1990 ustvarila Marianne Peretti v odtenkih modre, zelene, bele in rjave.
Nad ladjo so skulpture treh angelov, obešenih na jeklenice. Te je leta 1970 ustvaril Alfredo Ceschiatti v sodelovanju z Dantejem Crocejem. Najkrajši je dolga 2,22 metra in tehta 100 kilogramov, srednji je dolg 3,4 metra in tehta 200 kilogramov, največji pa je dolg 4,25 metra in tehta 300 kilogramov. Oltar je daroval papež Pavel VI. in podoba zavetnice Matere Božje iz Aparecide je replika izvirnika, ki je v Aparecidi - São Paulo. Križev pot je delo Di Cavalcantija.
Pod glavnim oltarjem je majhna kapela, dostopna po stopnicah z obeh strani in za oltarjem.

## Umetniška interpretacija
Stolnica v Brasílii, uradno metropolitanska stolnicaa Gospe iz Aparecide (Catedral Metropolitana Nossa Senhora Aparecida), posvečena Blaženi Devici Mariji pod njenim naslovom Gospa iz Aparecide, ki jo je Cerkev razglasila za kraljico in zaščitnico Brazilije, je zasnoval arhitekt Oscar Niemeyer, projektiral pa statik Joaquim Cardozo.
Zdi se, da ta hiperboloidna struktura z betonskim okvirjem s stekleno streho sega odprto v nebo. Večji del stolnice je pod zemljo, s samo streho stolnice s premerom 70 metrov in višino 42 metrov, jajčasta streha krstilnice in nad zemljo viden zvonik. Oblika strehe temelji na hiperboloidu revolucije z asimetričnimi deli. Hiperboloidna struktura je sestavljena iz 16 enakih betonskih stebrov, sestavljenih na kraju samem. Ti stebri s hiperboličnim prerezom in težo 90 ton predstavljajo dve roki, ki se premikata navzgor proti nebu.

## Zgodovina
Temeljni kamen je bil položen 15. septembra 1958, objekt pa je bil dokončan 21. aprila 1960, nad zemljo pa je bila vidna le strešna konstrukcija. Ko se je predsedniški mandat Juscelina Kubitscheka končal, je velika prizadevanja za dokončanje številnih struktur v Brasílii zastala. Čeprav je verjetno, da je Kubitschek nameraval stolnico kot 'ekumensko stolnico', ki naj bi jo plačala država in bila odprta za vse vere, vlade po tem niso zagotovile sredstev in stavba je bila nazadnje predana Katoliška cerkev v dokončanje. Stolnica je bila posvečena 12. oktobra 1968 (še vedno brez strehe), uradno pa jo je odprl kardinal D. Eugenio Salles 31. maja 1970. Jajčasta krstilnica je bila posvečena 5. oktobra 1977, stolnica pa je bila razglašena za nacionalno zgodovinski in umetnostni spomenik 15. julija 1990.
Stolnico vsako leto obišče približno 1.000.000 obiskovalcev.
Ob 50. obletnici Brasílie so se 21. aprila 2012 začela večja prenova, da bi posodobili in popravili stavbo in infrastrukturo ter odpravili težave s streho. Zamenja se zunanja zasteklitev in originalni vitraj, ki ga je zasnovala Marianne Peretti (ki je uporabljal ročno izdelano steklo in se je tako zelo razlikoval v debelini), je bil nadomeščen z enotnim steklom, izrezanim in sestavljenim v Braziliji iz plošč, proizvedenih v Nemčiji. Poleg sanacije strehe so polirane vse marmornate površine, saniran in prebarvan beton, očiščeni in na novo nameščeni angeli v ladji ter zamenjani mehanizmi zvonov. Stolnica je bila med prenovo odprta za javnost.